# 解析学賞
解析学賞（かいせきがくしょう）は日本数学会解析学５分科会（函数論分科会、函数方程式論分科会、実函数論分科会、函数解析学分科会、統計数学分科会）により創設された学術賞。毎年3件以内の研究を選考する。2002年創設。受賞者には、賞状と賞金30万円が与えられる。

## 受賞者

### 2002年度
- 野口潤次郎（東京大学大学院数理科学研究科）:多変数値分布論と複素解析幾何学の研究
- 舟木直久（東京大学大学院数理科学研究科）:界面の統計力学と確率解析
- 柳田英二（東北大学大学院理学研究科）:非線形拡散方程式に関する研究

### 2003年度
- 泉正己（京都大学大学院理学研究科）:作用素環の部分環と群作用の研究
- 福島正俊（関西大学工学部）:ディリクレ形式（英語版）とマルコフ過程の研究
- 宮嶋公夫（鹿児島大学理学部）:強擬凸CR構造と孤立特異点の変形理論

### 2004年度
- 赤平昌文（筑波大学数学系）:統計的推定の高次漸近理論
- 岩崎克則（九州大学大学院数理学研究院）:多面体調和関数とパンルベ方程式の研究
- 西田孝明（京都大学大学院理学研究科）:非線形偏微分方程式（英語版）の解の大域構造の解析的研究

### 2005年度
- 中西賢次（名古屋大学大学院多元数理科学研究科）:エネルギー凝縮と非線形波動の漸近解析
- 藤原英徳（近畿大学産業理工学部）:冪零および可解リー群のユニタリ表現と可換性予想の解決
- 吉田伸生（京都大学大学院理学研究科）:確率解析による統計物理学的モデルの研究

### 2006年度
- 小沢登高（東京大学大学院数理科学研究科）:II<sub1>-型因子環の構造解析
- 木上淳（京都大学大学院情報学研究科）:フラクタル上の解析学の基礎付け
- 吉田朋広（東京大学大学院数理科学研究科）:確率過程に対する漸近展開理論，統計推測理論の研究とその応用

### 2007年度
- 会田茂樹（大阪大学大学院基礎工学研究科）:無限次元空間上の確率解析
- 菱田俊明（新潟大学自然科学系）:ナビエ・ストークス方程式における藤田・加藤理論の新展開
- 平井武（京都大学名誉教授）-無限対称群およびその環積の既約表現ならびに指標の研究

### 2008年度
- 佐藤健一（名古屋大学名誉教授）:Lévy過程と無限分解可能分布の研究
- 田村英男（岡山大学大学院自然科学研究科）:量子力学におけるスペクトル解析
- 林仲夫（大阪大学大学院理学研究科）:非線形分散型方程式の漸近解析

### 2009年度
- 西谷達雄（大阪大学大学院理学研究科）:双曲型偏微分方程式の初期値問題に関する適切性の研究
- 相川弘明（北海道大学大学院理学研究院）:複雑領域上のポテンシャル論の研究
- 小川卓克（東北大学大学院理学研究科）:実解析的手法による臨界型非線形偏微分方程式（英語版）の研究

### 2010年度
- 中村周（東京大学大学院数理科学研究科）:シュレーディンガー方程式の超局所解析とスペクトルの研究
- 長井英生（大阪大学大学院基礎工学研究科）:長時間大偏差確率最小化に関するリスク鋭感的制御を通じた研究
- 永井敏隆（広島大学大学院理学研究科）:走化性モデルに対する解析学的研究

### 2011年度
- 日野正訓（京都大学大学院情報学研究科）:複雑な構造をもつ空間における確率解析
- 松井宏樹（千葉大学大学院理学研究科）:力学系とC*-環の研究
- 森本芳則（京都大学大学院人間・環境学研究科）:準楕円型作用素の解析と切断近似のない Boltzmann 方程式の数学的研究

### 2012年度
- 隠居良行（九州大学大学院数理学研究院）:圧縮性粘性流体の平行流の安定性解析
- 坂口茂（東北大学大学院情報科学研究科）:拡散方程式の不変等温面と領域の幾何学
- 谷口正信（早稲田大学理工学術院）:時系列解析における統計的漸近最適推測理論の研究

### 2013年度
- 利根川吉廣（北海道大学大学院理学研究院）:曲面の発展方程式の正則性理論の研究
- 綿谷安男（九州大学大学院数理学研究院）:多角的な視点に基づく作用素環論の研究とその応用
- 渡部俊朗（会津大学コンピュータ理工学部）:レヴィ過程の分布の性質に関する深い研究

### 2014年度
- 石毛和弘（東北大学大学院理学研究科）:線形および非線形熱方程式の解の定性的解析
- 長田博文（九州大学大学院数理学研究院）:無限粒子系の確率力学と幾何
- 濱田英隆（九州産業大学工学部）:多変数のLoewner微分方程式と等質単位球上の正則写像の研究

### 2015年度
- 杉本充（名古屋大学大学院多元数理科学研究科）:モデュレーション空間（英語版）および分散型偏微分方程式の平滑化評価の調和解析的研究
- 竹村彰通（東京大学大学院情報理工学系研究科）:ホロノミック勾配法に関する研究
- 田中和永（早稲田大学理工学術院基幹理工学部）:非線型楕円型偏微分方程式の特異摂動問題に対する多重クラスター解の変分法的研究

### 2016年度
- 片山聡一郎（大阪大学大学院理学研究科）:非線形双曲型偏微分方程式系における零構造の研究
- 小池茂昭（東北大学大学院理学研究科）:完全非線形楕円型・放物型偏微分方程式の $L^p$ 粘性解理論
- 笹本智弘（東京工業大学理学院）:非平衡確率力学系の厳密解による研究

### 2017年度
- 柴田徹太郎（広島大学学術院（大学院工学研究科））:非線形楕円型方程式の固有値問題の漸近解析と逆分岐問題の解析
- 竹井義次（同志社大学理工学部）:完全WKB解析による線型・非線型微分方程式の漸近解析
- 竹田雅好（東北大学大学院理学研究科）:対称マルコフ過程の確率解析とその応用

### 2018年度
- 川島秀一（早稲田大学理工学術院）:消散構造を持つ非線形偏微分方程式（英語版）系の安定性解析
- 今野紀雄（横浜国立大学大学院工学研究院）:量子ウォークの数学的研究とその応用
- 宮地晶彦（東京女子大学現代教養学部数理科学科）:ハーディー空間とフーリエ乗法作用素（英語版）・擬微分作用素の有界性に関する研究

### 2019年度
- 坂井秀隆（東京大学大学院数理科学研究科）:パンルヴェ型方程式系の研究
- 角大輝（京都大学大学院人間・環境学研究科）:１変数有理関数の生成する半群およびランダム力学系（英語版）の研究
- 廣島文生（九州大学数理学研究院）:数学的場の量子論における汎関数積分（英語版）の応用

### 2020年度
- 二宮広和（明治大学総合数理学部）:特異極限解析による高次元パターンダイナミクスの研究
- 松本健吾（上越教育大学大学院学校教育研究科）:記号力学系とC*-環の相互関連の研究
- 宮地秀樹（金沢大学理工学域数物科学類）:タイヒミュラー空間（英語版）上の複素解析的構造の研究

### 2021年度
- 加藤賢悟（コーネル大学統計学データサイエンス学科）:高次元統計学におけるガウスおよびブートストラップ近似理論
- 香取眞理（中央大学理工学部）:統計力学と関連する無限粒子系の研究
- 高橋太（大阪市立大学大学院理学研究科）:Hardy型不等式（英語版）の精密化および非線形楕円型方程式の漸近解析

### 2022年度
- 池畠優（広島大学大学院先進理工系科学研究科）:エンクロージャー法による時間依存偏微分方程式における逆問題の創造
- 中井英一（茨城大学大学院理工学研究科）:一般化されたモーリー・カンパナート空間（英語版）と関連する実解析学的研究
- 松崎克彦（早稲田大学教育・総合科学学術院）:様々な新しいタイヒミュラー空間（英語版）の理論およびクライン群論の研究

### 2023年度
- 太田雅人（東京理科大学理学部第一部）:非線形シュレディンガー方程式に対する定在波の強不安定性解析
- 田中直樹（静岡大学理学部）:発展方程式に対する抽象理論の研究
- 藤越康祝（広島大学）:高次元統計学におけるモデル選択理論の研究

### 2024年度
- 田中仁（筑波技術大学障害者高等教育研究支援センター）: 直積型分数冪積分作用素の重み付きノルム不等式や掛谷問題に関連する最大作用素などの実解析学的研究
- 内藤雄基（広島大学大学院先進理工系科学研究科）: 球対称解をコアとする非線形楕円型・放物型方程式の精密解析
- 福島竜輝（筑波大学数理物質系）: ランダム媒質から誘導される複雑な系上の統計力学模型の解析

()内の大学名は受賞当時